# ماتنا
ماتنا (به هلندی: Matena) یک منطقهٔ مسکونی در هلند است که در پاپن‌درخت واقع شده‌است.